# 盆苯
盆苯（英語：Benzvalene），又称休克尔苯（英語：Hückel benzene）或盆烯，是苯的价键异构体。盆苯性质不稳定，在室温即定量转变为苯。半衰期为10天。也可以看作苯的共振式。1971年，Thomas J. Katz等人成功合成了盆苯。
1971年的合成路线是在二甲醚中用甲基锂与环戊二烯反应（温度为 -45°C）。溶液中的烃具有非常难闻的气味。因为这种物质存在很大的空间位阻应变，纯物质很容易爆炸，甚至受到摩擦时都会发生。
这种化合物转化成苯的化学半衰期大约为10天。这种对称禁阻的转化被认为是经过一个双自由基中间体。